# Moskouse nachten
"Moskouse nachten" (Russisch: Подмосковные вечера, Podmoskovnyje vetsjera) is een Russisch lied, dat ook buiten Rusland bekend werd.
Het lied is van oorsprong geschreven als "Leningradskije Vetsjera" ("Leningradse nachten") door de componist Vasili Solovjov-Sedoj en tekstschrijver Michail Matoesovski in 1955. Op verzoek van het Sovjetministerie voor cultuur werd een versie met de titel "Podmoskovnyje vetsjera" geschreven, wat letterlijk "Nachten rondom Moskou" betekent.
Podmoskovyje Vetsjera werd opgenomen door Vladimir Trosjin, een jonge acteur bij het Moskouse kunsttheater, voor een documentaire over de atletiekcompetitie Spartakiade van de volkeren van de RSFS, voor een scène waarin de deelnemers rusten in de Moskouse buitenwijken. Hoewel het in de film nauwelijks opviel, kreeg het lied een behoorlijke populariteit na radio-uitzendingen.
In 1957 won het lied zowel de internationale liederenwedstrijd als de eerste prijs op het Wereldfestival voor jeugd en studenten in Moskou, tot verrassing van de auteurs. Het lied verspreidde zich over de wereld, waar het in het bijzonder in de Volksrepubliek China populair werd; de pianouitvoering van Van Cliburn uit 1958 droeg bij aan de internationale verspreiding van het lied.
In de Sovjet-Unie werd het lied sinds 1964 elk half uur als pauzeteken gebruikt op het radiostation Majak. Het kortegolfradiostation Radio Moskou speelde een instrumentale versie tussen het informeren van luisteraars over veranderingen in frequentie en het elk uur uitgezonden radiojournaal.